# Cratoxylum arborescens
Cratoxylum arborescens ist ein Baum in der Familie der Johanniskrautgewächse aus Borneo, Malaya, Myanmar, Sumatra und Thailand.

## Beschreibung
Cratoxylum arborescens wächst als großer, immergrüner Baum bis über 45 Meter hoch. Der Stammdurchmesser erreicht 120 Zentimeter oder mehr. Die graue bis braune Borke ist rissig bis schuppig. Es können kleinere Brettwurzeln vorkommen.
Die einfachen, ledrigen und gegenständigen, kahlen Laubblätter sind kurz gestielt und lanzettlich bis verkehrt-eiförmig, -eilanzettlich. Der kurze Blattstiel ist bis etwa 10–12 Millimeter lang. Die Blätter sind ganzrandig und spitz, bespitzt bis zugespitzt, sowie etwa 5–17 Zentimeter lang. Die Nervatur ist fein gefiedert, mit feinen, schwachen Seitenadern die am Rand in einer intramarginalen Ader zusammenlaufen. Zwischen den Blättern bildet sich eine durchgehende, interpetiolare „Narbe“. Die Blattspreite ist kaum sichtbar punktiert. Die jungen Blätter sind rötlich. Die Nebenblätter fehlen.
Es werden endständige, vielblütige und pyramidale Rispen gebildet. Die fünfzähligen, zwittrigen Blüten sind kurz gestielt und mit doppelter Blütenhülle. Die Kelchblätter sind violett-rötlich. Die fast gestutzten Petalen sind rot bis selten orange oder weiß. Sie haben innen an der Basis oft ein kleines, fransiges Anhängsel (Nektarschuppe). Die kurzen Staubblätter sind in drei Bündeln verwachsen. Es sind drei kleine staminodiale, kapuzenförmige Bündel vorhanden. Der unvollständig gekammerte Fruchtknoten ist oberständig, mit drei freien Griffeln mit kopfigen Narben.
Es werden eiförmige, lokulizide, holzige und dreiklappige, kleine, bräunliche Kapselfrüchte mit beständigem Kelch und kleinen Griffelresten, mit vielen kurz geflügelten, länglichen und schmalen Samen gebildet. Die Kapseln sind etwa 7–9 Millimeter lang.

## Taxonomie
Die Erstbeschreibung des Basionyms Hypericum arborescens erfolgte 1791 durch Martin Vahl in Symbolae Botanicae 2: 86. Die Umteilung in eine neue Gattung zu Cratoxylum arborescens erfolgte 1852 durch Carl Ludwig Blume in Museum Botanicum 2: 17. Ein weiteres Synonym ist Vismia arborescens (Vahl) Choisy.
Von einigen Autoren werden zwei oder drei Varietäten geführt.

## Verwendung
Das leicht rötliche Holz ist relativ leicht bis mittelschwer und weich sowie nicht beständig. Es wird für einige Anwendungen genutzt. Es ist bekannt als Geronggang.